# Downton Hall
Downton Hall est une maison de campagne privée du XVIIIe siècle située à Stanton Lacy, près de Ludlow, dans le Shropshire. Il s'agit d'un bâtiment classé Grade II*.

## Histoire
La maison est construite vers 1733 par Wredenhall Pearce, qui hérite du domaine en 1731. La nouvelle maison, conçue par William Smith Jr. de Warwick, de trois étages et avec une façade à douze travées portant un parapet à balustrade, possède un hall d'entrée circulaire inhabituel avec des colonnes ioniques et une frise de chèvrefeuille,.
En 1781, Catherine Hall, fille et héritière de William Pearce Hall épouse Charles Rouse-Boughton. Les améliorations apportées à la maison en 1824 comprennent une nouvelle façade d'entrée, conçue par l'architecte Edward Haycock Sr., avec un portique de style dorique.
Charles Henry Rouse-Boughton y réside en 1881 avec sa famille et neuf domestiques. Après la mort du dernier baronnet en 1963, sa fille, Mlle M.F. Rouse-Boughton, continue à vivre au manoir.